# I Told You So
«I Told You So» — пісня американського кантрі-співака Ренді Тревіса, яка входить до його другого студійного альбому «Always & Forever» (1988).

## Версія Керрі Андервуд
«I Told You So» (англ. Я ж казала) — кавер-версія і п'ятий та фінальний сингл другого студійного альбому американської кантрі-співачки Керрі Андервуд — «Carnival Ride». В США пісня вийшла 2 лютого 2009. У 2009 пісня увійшла до збірнику «Now That's What I Call Country Volume 2». Сингл отримав платинову сертифікацію від американської компанії RIAA.

### Рецензії
Метт Бйорке із Roughstock сказав, що пісня "дуже гарний учасник музичних чартів". Він також додав, що Андервуд дещо "'переспівала' слова назви пісні у приспівах", але "решта пісні без сумнівів є її найкращим кантрі-синглом до теперішніх часів."
Бреді Верчер із Engine 145 написав негативну рецензію сингла, кажучи, що "коли вона виконує приспів, вона стає просто жінкою, яка співає пісню. Хоча технічно все є уміло, пісня не дуже душевна."

### Виконання вживу
5 квітня 2009 Андервуд виконала пісню на сцені 2009 Academy of Country Music Awards.

### Музичне відео
Прем'єра музичного відео відбулася 12 лютого 2009 на каналі CMT. Відеокліпом став запис виконання Андервуд пісні на сцені Grand Ole Opry.
Відео показує Андервуд, одягнуту в чорну коротку сукню, яка виконує пісню. В кінці Ренді Тревіс вийшов на сцену і запропонував їй виконати пісню в дуеті. Поява Ренді Тревіса на сцені стала сюрпризом для Андервуд і після його пропозиції вона розплакалась.

### Список пісень
| #  | Назва                                    | Тривалість |
| -- | ---------------------------------------- | ---------- |
| 1. | «I Told You So»                          | 4:19       |
| 2. | «I Told You So» (дует із Ренді Тревісом) | 4:18       |

### Чарти
Версія Андервуд дебютувала на 38 місце чарту Billboard Hot Country Songs на тижні від 19 січня 2009. 4 квітня на чарті Billboard Hot 100 сингл стрибнув із 57 місця на 9.
| Чарт (2009)                              | Місце |
| ---------------------------------------- | ----- |
| Canadian Radio & Records Country Singles | 1     |
| Canadian Hot 100                         | 18    |
| U.S. Billboard Hot Country Songs         | 38    |
| U.S. Billboard Hot 100                   | 9     |
| U.S. Billboard Pop 100                   | 25    |

### Продажі
| Країна     | Сертифікація (таблиця продажів та сертифікатів) | Продажі    |
| ---------- | ----------------------------------------------- | ---------- |
| США (RIAA) | Платина                                         | +1,000,000 |

## Дует Керрі Андревуд і Ренді Тревіса
17 березня 2009 Андервуд та Тревіс виконали дует на сцені реаліті-шоу American Idol. Того ж дня дует Керрі Андервуд і Ренді Тревіса вийшов на кантрі-радіо США. Наступного дня сингл з'явився у продажу в цифровому форматі. На тижні від 29 березня 2009 пісня зарахувалася для Андервуд та Тревіса, як сингл, котрий досяг топу-40 американського чарту Billboard Hot 100; для Тревіса це став перший сингл, котрий потрапив у топ-40 після пісні «Three Wooden Crosses» у 2002. Версія дуету «I Told You So» виграла у номінації Best Country Collaboration with Vocals на 52-й церемонії нагородження Греммі.

### Рецензії
Кевін Джей. Койн із Country Universe оцінив версію дуету у "A", кажучи, що хоча ці два голоси дуже сильні для поєднування одним із одним на фоні, м'яка чистість вокалу Андервуд ідеально доповнює нерівне звучання Тревіса."

### Виконання вживу
17 березня 2009 Андервуд та Тревіс вперше виконали пісню в дуеті вживу на сцені реаліті-шоу American Idol.

### Нагороди та номінації

#### 2009 Country Music Association Awards
| Рік  | Номіновано      | Нагорода                  | Результат |
| ---- | --------------- | ------------------------- | --------- |
| 2009 | "I Told You So" | Musical Event of the Year | Номінація |

#### 52nd Grammy Awards
| Рік  | Номіновано      | Нагорода                               | Результат |
| ---- | --------------- | -------------------------------------- | --------- |
| 2010 | "I Told You So" | Best Country Collaboration with Vocals | Перемога  |

#### 2010 Academy of Country Music Awards
| Рік  | Номіновано      | Нагорода                | Результат |
| ---- | --------------- | ----------------------- | --------- |
| 2010 | "I Told You So" | Vocal Event of the Year | Номінація |

### Чарти
| Чарт (2009)                      | Місце |
| -------------------------------- | ----- |
| Canadian Hot 100                 | 18    |
| Canada Country (Billboard)       | 1     |
| UK Singles Chart                 | 129   |
| U.S. Billboard Hot 100           | 9     |
| U.S. Billboard Hot Country Songs | 2     |
| U.S. Billboard Pop 100           | 25    |

### Історія релізів
| Країна        | Дата            | Формат               | Лейбл                       |
| ------------- | --------------- | -------------------- | --------------------------- |
| Норвегія      | 16 березня 2009 | Цифрове завантаження | Sony Music/Arista Nashville |
| США           | 17 березня 2009 | Airplay              | Arista Nashville            |
| Канада        | 17 березня 2009 | Airplay              | Sony Music                  |
| Британія      | 17 березня 2009 | Airplay              | Sony Music                  |
| Італія        | 17 березня 2009 | Цифрове завантаження | Sony Music                  |
| Нова Зеландія | 17 березня 2009 | Цифрове завантаження | Sony Music                  |
| Люксембург    | 17 березня 2009 | Цифрове завантаження | Sony Music                  |
| Мексика       | 17 березня 2009 | Цифрове завантаження | Sony Music                  |
| Ірландія      | 17 березня 2009 | Цифрове завантаження | Sony Music                  |
| Данія         | 17 березня 2009 | Цифрове завантаження | Sony Music                  |
| Нідерланди    | 17 березня 2009 | Цифрове завантаження | Sony Music                  |
| Бельгія       | 17 березня 2009 | Цифрове завантаження | Sony Music                  |
| Греція        | 17 березня 2009 | Цифрове завантаження | Sony Music                  |
| Франція       | 17 березня 2009 | Цифрове завантаження | Sony Music                  |
| Іспанія       | 17 березня 2009 | Цифрове завантаження | Sony Music                  |
| США           | 18 березня 2009 | Цифрове завантаження | Arista Nashville            |
| Канада        | 18 березня 2009 | Цифрове завантаження | Sony Music                  |
| Британія      | 18 березня 2009 | Цифрове завантаження | Sony Music                  |